# صموئيل س. أرمسترونغ
صموئيل س. أرمسترونغ (بالإنجليزية: Samuel C. Armstrong)‏ هو ضابط أمريكي، ولد في 30 يناير 1839 في ماوي في الولايات المتحدة، وتوفي في 11 مايو 1893 في جامعة هامبتون ‏ في الولايات المتحدة.

## وصلات خارجية
- صموئيل س. أرمسترونغ على موقع الموسوعة البريطانية (الإنجليزية)